# Miraval
Miraval, o La Paloma, es una urbanización que representa uno de los núcleos poblacionales del municipio español de Valdeolmos-Alalpardo, en el noreste de la Comunidad de Madrid.

## Historia
Esta urbanización nació con el nombre de Miraval aunque ha sido siempre popularmente conocida como La Paloma dado que la cooperativa que fundó la urbanización se reunía en el Instituto de La Paloma de Madrid. Con el tiempo, este núcleo poblacional ha ido creciendo, y hoy consta de 305 chalets y unos 1300 habitantes.  
La urbanización comenzó a ser habitada por los propietarios en 1984 a falta de muchos servicios y fueron los propios vecinos los que trabajaron en el acondicionamiento de los lugares de recreo comunes tales como la plaza central de la urbanización (denominada simplemente "La Plaza") o los jardines de la piscina comunitaria.
Ahora dispone de grandes espacios ajardinados y cuidados,una piscina,dos pistas de pádel y un polideportivo, para el uso y disfrute de los vecinos,además de un bar en el recinto de la piscina llamado "El Chiringuito" durante los meses de verano.
Es una Urbanización apacible, tranquila, en donde se escucha el canto de los pájaros, y se ven Milanos, Halcones, Águilas, Buitres, Petirrojos, Gorriones, Golondrinas, Búhos...
Y si se sale por el campo que la rodea, se ven también corzos, zorros, erizos.
Hay un Club de Golf privado.
A 500 metros se encuentra el pueblo (Alalpardo), que dispone de centro de salud, farmacia, dos colegios, casa de niños, polideportivo, piscina, supermercado y varios restaurantes (dos de ellos de gran renombre).  
La línea de autobús 182 conecta directamente la Urbanización con Plaza de Castilla de Madrid.
- Datos: Q6018117